# Gloria Maira Vargas
Gloria Andrea Maira Vargas (Concepción, 4 de mayo de 1958) es una economista y política chilena, exmiembro del partido Izquierda Ciudadana (IC) y actual militante de Revolución Democrática (RD). Se desempeñó como subdirectora del Servicio Nacional de la Mujer (Sernam) de su país, durante el segundo gobierno de Michelle Bachelet, desde 2014 hasta 2015.

## Familia y estudios
Nacida en Concepción (Chile), es hija del político Octavio Víctor Maira Lamas y de Inés Lucy Vargas Delaunnoy, quien fue subsecretaria de Justicia durante el gobierno de Salvador Allende. Está casada con Miguel Luna García, con quien es madre de una hija, Laura.
Se tituló de economista y magíster en ciencias sociales con mención en género de la Facultad Latinoamericana de Ciencias Sociales (Flacso).

## Trayectoria pública
Se ha especializado en derechos humanos y derechos de las mujeres, desempeñando funciones de investigación, consultoría, capacitación y desarrollo y evaluación de proyectos en estas áreas, tanto en Chile como en instituciones de Naciones Unidas.
Ha trabajado como investigadora y consultora para entidades como el Banco Mundial (BN) y la Organización Panamericana de Salud (OPS).
Es autora y coautora de diversas publicaciones sobre violencia contra las mujeres, femicidio y derechos de las mujeres.
Entre los años 2014 y 2016 integró el partido político Izquierda Ciudadana (IC), como miembro de la Comisión Política. Luego, en ese último año se integró a Revolución Democrática (RD), participando en su fundación.
Desde marzo de 2022 se desempeña como Jefa de la Unidad Regional de la Subsecretaría de Desarrollo Regional y Administrativo (URS) en la región de Valparaíso.